# بهروز سلطانی
 بهروز سلطانی  (زاده ۱۰ بهمن ۱۳۳۶ در تهران) بازیکن سابق فوتبال ایرانی است. وی سابقه بازی در باشگاه‌های پرسپولیس و دارایی را دارد.